# 739 до н. е.

## Події
- Тіглатпаласар III захопив столицю племені Іту'а місто Бірту (сучасний Тікрит).
- Царем Тиру замість Ітобаала II став Хірам II.

### Астрономічні явища
- 22 лютого. Часткове сонячне затемнення.[1]
- 23 березня. Часткове сонячне затемнення.[1]
- 18 серпня. Часткове сонячне затемнення.[1]